# فرودگاه ولوره
فرودگاه ولوره (به انگلیسی: Vellore Airport) (به زبان بومی: Vellore Airport) یک فرودگاه همگانی   است . این فرودگاه در  کشور هند قرار دارد و در ارتفاع ۲۳۳ متری از سطح دریا واقع شده است.